# Cyril Connolly

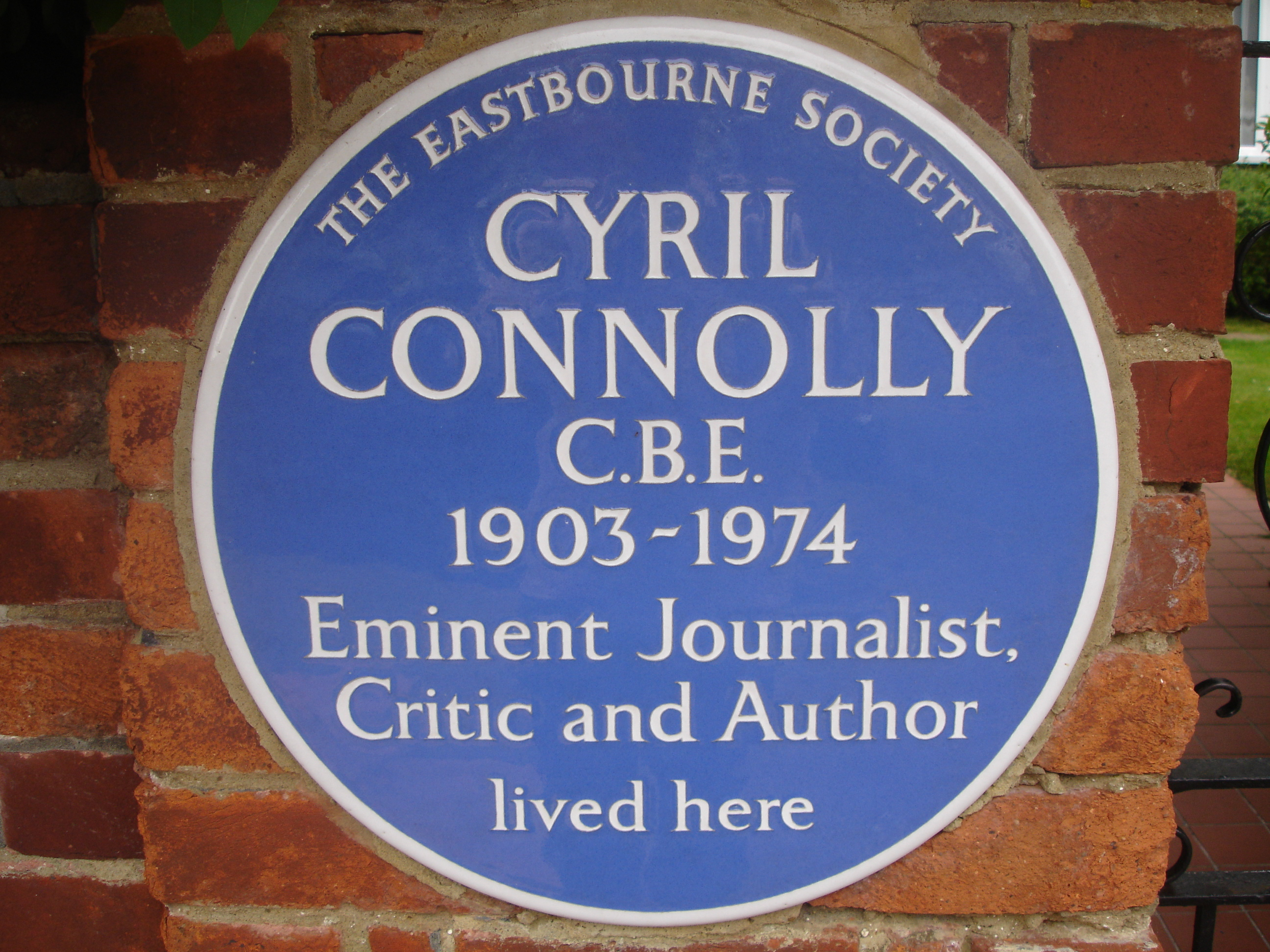
Placa en homenaje Cyril Connolly

Cyril Vernon Connolly (n. en Coventry el 10 de septiembre de 1903 – f. el 26 de noviembre de 1974) fue un intelectual, crítico literario y escritor británico.

## Primeros años
Cyril Connolly nació en Coventry, Warwickshire, hijo único de Matthew William Kemble Connolly, oficial en la infantería y de Muriel Maud Vernon, proveniente de una familia anglo-irlandesa establecida en Clontarf Castle, Dublín. Sus padres se conocieron cuando Matthew servía militarmente en Irlanda, antes de ser enviado a Sudáfrica. El padre de Connolly fue además un malacólogo y coleccionista de minerales bastante reputado, con varios ejemplares recolectados en África. La infancia de Cyril Connolly transcurrió con su padre en Sudáfrica, con la familia de su madre en Clontarf Castle, y con su abuela en Bath y otros lugares de Inglaterra.
Connolly fue educado en el St Cyprian's School, en Eastbourne, donde fue compañero de  George Orwell y Cecil Beaton. Años más tarde escribiría "Orwell me probó que existe una alternativa al carácter, la inteligencia. Beaton me mostró otra, la sensibilidad." Connolly ganó el premio Harrow History, desplazando a Orwell al segundo lugar, y el premio de Inglés dejando a Orwell con Clásicos. Luego ganó una beca para el Colegio Eton un año después que Orwell.

## Eton
En Eton, se acomodó en una confortable rutina. En 1919 sus padres se mudaron a The Lock House en Basingstoke Canal (Frimley). En Eton, Connolly se involucraba en intrigas románticas y políticas escolares que luego describiría en Enemies of Promise. Estableció su reputación como intelectual y ganó el respeto de Dadie Rylands and Denis King-Farlow. Su círculo de amistades incluía a Denis Dannreuther, Bobbie Longden y Roger Mynors. En el verano de 1921 su padre lo llevó de vacaciones a Francia, iniciando el amor por los viajes de Connolly. Al invierno siguiente fue con su madre a Murren donde comenzó una amistad con Anthony Knebworth. Para este tiempo sus padres vivían vidas separadas, su madre había establecido una relación con otro oficial de la Armada, y su padre había empezado a beber y a abstraerse en el estudio de babosas y caracoles. En 1922 Connolly logró éxito académico al ganar el premio Rosemary History, y la beca Brackenbury History del Balliol College, Oxford. En primavera visitó el colegio St Cyprian para reportar sus logros a los directivos de dicha institución, antes de viajar a España con un amigo. Al regresar, sin dinero, pasó la noche en una ruinosa casa de St Martins, Londres. En su último tiempo en Eton se contactó con mucha gente que respetaba como Nico Davis Teddy Jessel y Lord Dunglass. Connolly fue durante muchos años nostálgico del tiempo que pasó en Eton.

## Oxford
Connolly tomó un tour por Alemania, Austria y Hungría antes de empezar sus estudios en la Universidad de Oxford. Luego de su cerrada experiencia como King's Scholar en Eton, Connolly no se sintió cómodo con el modo de vida de Oxford. Su círculo íntimo incluía sus amigos de Eton, Mynors y Dannruthers quienes estaban en Balliol con él y Kenneth Clark al que conoció a través de Bobbie Longden en el King's College. Sus mentores intelectuales fueron el Decano de Balliol "Sligger" Urqhart quien organizó fiestas de lectura en el continente y el Decano de Wadham, Maurice Bowra. La carrera académica de Connolly languideció, mientras que sus años en Oxford se caracterizan por sus viajes de aventura. En enero de 1923 fue con Urquhart y otros estudiantes a Italia. En marzo realizó su visita anual a España y en septiembre fue al viaje anual con el grupo del colegio al chalet de Urquhart en los Alpes Franceses. A su regreso, visitó a su padre en un hotel en South Kensington cercano al Museo de Historia Natural. Al final del año fue a Italia y Túnez. En Oxford en 1924 se hizo amigo de Patrick Balfour, en primavera viajó a España y en el verano de 1924 a Grecia y Creta, a los Alpes y Nápoles. Pasó la Navidad con sus padres en un inusual encuentro, en Lock House de Hampshire y el inicio de 1925 viajó con el grupo escolar a Minehead. En su último año en Oxford cultivó amistades con los jóvenes estudiantes Anthony Powell, Henry Yorke y Peter Quennell. En la primavera viajó nuevamente a España, antes de volver a Oxford para realizar los exámenes finales.

## Tras finalizar sus estudios
Connolly abandonó Balliol en 1925 recibiéndose en Historia. Intentó conseguir empleo, mientras sus amigos y familia buscaban como pagar sus deudas. En el verano fue a su estadía anual en el chalet de Urquhart en los Alpes, y en otoño viajó a España y Portugal. Obtuvo empleo como tutor de un muchacho en Jamaica y emprendió viaje al Caribe en noviembre de 1925. Regresó a Inglaterra en abril de 1926 en compañía de Alwyn Williams, cabeza del Winchester College. Se desempeñó como special constable (miembro de las fuerzas de la ley) en la Huelga General de 1926, pero esta terminó antes de que el estuviese activamente involucrado. En junio de 1926 consiguió empleo como secretario en la compañía Logan Pearsall Smith. Pearsall Smith se encontraba en Chelsea y tenía una sucursal llamada "Big Chilling" en Hampshire. Pearsall Smith le dio a Connolly una importante introducción a la vida literaria e influenció sus ideas del rol de un escritor que disgusta del periodismo. Pearsall Smith le pagaba a Connelly £8 semanales, y lo puso a cargo de "Big Chilling".

## Carrera literaria
En agosto de 1926 Connolly conoció a Desmond MacCarthy, quien era editor literario de New Statesman y fue otra gran influencia en el desarrollo de Connolly. MacCarthy invitó a Connolly a escribir críticas de libros para el New Statesman. Más tarde ese año Connolly hizo un viaje a Budapest y a Europa del este y luego pasó el verano de 1926/1927 en Londres. Pearsall Smith llevó a Connolly con él a España en primavera, y Connolly luego fue por cuenta propia al Norte de África e Italia. Se encontraron nuevamente en Florencia, donde Kenneth Clark trabajaba con Bernard Berenson quien estaba casado con la hermana de Pearson Smith. Connolly luego fue a Sicilia y regresó a Inglaterra a través de Viena, Praga y Dresde. Su primer trabajo en el New Statesman, una crítica de Lawrence Sterne, apareció en junio de 1927. En julio viajó a Normandía con su madre y luego a su última estadía en el chalet de los Alpes. En agosto de 1927, fue invitado a convertirse en un colaborador regular y se unió al personal de New Statesman. Su primera crítica en septiembre fue de la novela The Hotel de Elizabeth Bowen. También en septiembre, Connolly se mudó con Patrick Balfour. Estaba trabajando en varias obras que no llegaron a ver la luz - una novela Green Endings, un libro de viajes de España, su diario y Una guía parcial a los Balcanes. Se contactó con Cecil Beaton para que este dibuje la cubierta de la guía de los Balcanes y recibió un avance del trabajo, que fue finalmente perdido. Durante esta época contribuyó con varios textos que fueron publicados bajo su propio nombre o seudónimos.
Compartiendo casa con Balfour, el círculo social de Connolly se expandió con nuevos amigos como Bob Boothby y Gladwyn Jebb. Pese a estar enfermo viajó a París en abril de 1928 donde se encontró con Pearsall Smith y Cecil Beaton visitando burdeles pasando como periodistas. Fue a Italia donde permaneció con Berenson and Alice Keppel. Luego vía Venecia y otras ciudades del este de Europa fue a Berlín para encontrarse con Jebb. Jebb y Connolly se quedaron con Harold Nicolson en compañía de Ivor Novello y Christopher Sykes y luego hicieron un viaje por Alemania. Connolly regresó a París en mayo, pidiendo dinero prestado a Pearsall Smith para poder vivir modestamente en la calle Delambre. En París conoció a Mara Andrews, una poeta lesbiana quien estaba enamorada de una chica estadounidense llamada Jean Bakewell. De regreso a Londres, Connolly permaneció en casa de Nicholson y su mujer Vita Sackville-West en Sissinghurst. En agosto Connolly volvió a viajar a Alemania, esta vez con Bobbie Longden y Raymond Mortimer y la experiencia le dio material para escribir "Conversations in Berlin" con MacCarthy publicado en la revista Life and Letters. Connolly viajó a Villefranche y pasó cinco semanas en Barcelona con Longden antes de volver a Londres. Pasó la Navidad en Sledmere con la familia Sykes.
A comienzos de 1929 Connolly regresó brevemente a París y antes de volver a Londres conoció a Jean Bakewell. Luego de un tiempo volvió a París nuevamente y junto a Jean y Mara se familiarizó con el ambiente bohemio de Montparnasse, conociendo a Alfred Perles y Gregor Michonze que luego serían bases para su novela The Rock Pool. También conoció a James Joyce sobre quien escribió The Position of Joyce artículo aparecido en la revista Life and Letters. Connolly y Bakewell fueron a España juntos y se encontraron con Peter Quennell. Connolly fue a Berlín para vivir un tiempo con Nicholson hasta que más tarde este lo echó alegando que "no es el huésped ideal" Incapaz de volver al "Big Chilling", se quedó en Berlín por un mes antes de volver a Londres. John Betjeman se había mudado a su cuarto en Yeoman's Row, por lo que debió establecerse con Enid Bagnold en Rottingdean antes de visitar Dorset con Quennell. Bakewell regresó a Estados Unidos en el verano y planeaba volver a París en otoño para empezar un curso en la Sorbona. Ella estuvo de acuerdo antes de su partida en casarse con Connolly y éste se estableció en París en septiembre. Pasaron el resto del año en París, comenzando su colección de mascotas exóticas (hurones y lémures). Connolly pasó nuevamente la Navidad en Sledmere.

## Matrimonios
Connolly se casó tres veces, su primera mujer fue Jean Bakewell (1910–1950). En febrero de 1930 Connolly y Bakewell viajaron a Estados Unidos. Se casaron en Nueva York el 5 de abril de 1930. Jean Bakewell "iba a ser una de las más liberadoras fuerzas en su vida... una hedonista, independiente, aventurera, celebrando el momento... una personalidad atractiva: caliente, generosa, ingeniosa y accesible..." Ella proveyó un modesto sustento financiero que le permitió a él disfrutar de viajes, especialmente alrededor del Mediterráneo, hospitalidad y buena comida y bebida. La pareja de recién casados vivieron en varios lugares de Inglaterra incluyendo Cavendish Hotel, Bury Street, Bath y Big Chilling antes de asentarse en julio de 1930 en Sanary cerca de Toulon en France, donde tuvo como vecinos a Edith Wharton y Aldous Huxley. En 1931 abandonaron Sanary y viajaron por Provenza, Normandía, Bretaña, España, Marruecos y Mallorca, antes de regresar a Chagford en Dorset. En noviembre encontraron un departamento cerca de Belgrave Square, y Connolly volvió a escribir para el New Statesman. Connolly fue también contratado por John Betjman editor de la revista Architectural Review para realizar crítica de arte.
Sus críticas de arte aparecieron en la revista en 1932 y su amistad con Betjman se convirtió en visitar a su casa en Uffington, donde conoció a Evelyn Waugh. Los Connolly disfrutaron de ser parte de la sofisticada escena social literaria de Londres, pero al finalizar el año, Jean fue sometida a una operación ginecológica.
En febrero de 1933 Connolly llevó a Jean a Grecia para recuperarse, y allí conoció a Brian Howard. Los Connollys fueron con Howard y su novio a España y Algarve. Luego de una pelea en un bar fueron encarcelados y enviados a Inglaterra con la ayuda de la Embajada Británica. En junio, alquilaron una casa en Rottingdean. En una carta que envía a Bagnold desde Cannes en septiembre Jean le preguntaba a Bagnold si podía apelar a su marido Sir Roderick Jones de Reuters para ayudarlos a conseguir trabajo. Esto fue rechazado y en noviembre los agentes de la propiedad en Rottingdean escribieron un reporte indicando el mal estado en que los Connollys habían dejado el lugar.
A comienzos de 1934 los Connollys se mudaron a 312A Kings Road. Durante el año fueron varias veces a Mallow y Cork en Ireland. Al final del año Connlly conoció a Dylan Thomas en una fiesta y en 1935 lo invitó en compañía de Anthony Powell, Waugh, Robert Byron y Desmond y Mollie McCarthy. Para este tiempo el padre de Connolly se encontraba corto de fondos y no estaba preparado para mantener a su hijo. De todos modos, la señora Warner, madre de Jean, solventó un viaje a París, Juan-les-Pins, Venecia, Yugoslavia y Budapest. En París, Connolly pasó algún tiempo con Jack Kahane, el editor de Henry Miller con quien estableció una buena relación. En Budapest se encontraron en el mismo hotel que Eduardo, Príncipe de Gales y la señora Simpson. En 1934 Connolly estaba trabajando en una trilogía - "Humane Killer", "The English Malady" and "The Rock Pool". Solo "The Rock Pool" fue terminada, de las otras se conservan fragmentos.
En 1950, se casó con Barbara Skelton; y en 1959 con Deirdre Craven, nieta James Craig, con quien tuvo dos hijos.

## Obra
Su única novela, The Rock Pool (1936), es una obra satírica que describe la vida de un grupo de vagabundos disolutos al finalizar la temporada en un resort francés al lado del mar, el cual está basado en sus experiencias en el sur de Francia. Fue inicialmente aceptada por una casa editorial londinense, pero luego cambiaron de idea. Faber y Faber fue una de las editoriales que lo rechazó, y Connolly lo llevó a Jack Kahane, quien lo publicó en París en 1936.

## "Horizon"
En 1940 Connolly fundó la revista literaria Horizon, junto con Peter Watson, su sostén financiero y editor artístico. Editó Horizon hasta 1950, con Stephen Spender como editor asociado (sin acreditar). Fue brevemente (1942–43) editor literario de The Observer, hasta que tuvo un desacuerdo con David Astor. Durante la Segunda Guerra Mundial escribió The Unquiet Grave con el seudónimo de 'Palinurus', que es una colección de observaciones y notas. De 1952 hasta su muerte, fue jefe de críticos literarios (con Raymond Mortimer) del periódico The Sunday Times. En 1962 Connolly escribió Bond Strikes Camp, una historia con el personaje creado por Ian Fleming, que contó con su apoyo. Apareció en la revista London Magazine y en una edición impresa por Shenval Press. Más tarde aparecería en Previous Convictions.
Como editor de Horizon, Connolly le dio una plataforma a un amplio rango de distinguidos y emergentes escritores. Kenneth Tynan, en marzo de 1954 en Harper's Bazaar, asegura que el estilo de Connolly es 'una de los más brillantes posesiones literarias inglesas.
Desde 1976, los papeles y la biblioteca personal de Connolly de más de 8000 libros se encuentran en la Universidad de Tulsa. 

## Obras
- The Rock Pool, 1935, novela, En el fondo del estanque, trad. Jordi Fibla, Barcelona, Versal, 1990
- Enemies of Promise, 1938, Enemigos de la promesa, trad. Jordi Fibla, Barcelona, Versal, 1991
- The Unquiet Grave, 1944, trads. La tumba sin sosiego: ciclo-verbal por Palinuro, trad. Ricardo Baeza, Buenos Aires, Sur, 1949; El sepulcro sin sosiego, trad. Miguel Martínez-Lage, Barcelona, Versal, 1990
- The Condemned Playground, essays: 1927-1944, 1945
- The Missing Diplomats, 1952
- The Golden Horizon 1953 (editor, compilación de Horizon)
- Les Pavillons: French Pavilions of the Eighteenth Century,1962 (con Jerome Zerbe)
- Previous Convictions, 1963
- Modern movement : one hundred key books from England, France and America 1880-1950, 1965, Cien libros clave del movimiento moderno. Trad. de Aurelio Major. México: Fondo de Cultura Económica. 1993. ISBN 968-16-4111-X.
- The Evening Colonnade, 1973
- A Romantic Friendship: the letters of Cyril Connolly to Noel Blakiston 1975
- Cyril Connolly: Journal and Memoir, 1983 (Editado por D. Pryce-Jones)
- Shade Those Laurels, 1990, completado por Peter Levi, Ampara esos laureles, trad. Jordi Mustieles, Barcelona, Versal, 1992
- The Selected Works of Cyril Connolly, 2002 (editado por Matthew Connolly) Volume One: The Modern Movement, Volume Two: The Two Natures

## Otras traducciones al español
- La caída de Jonathan Edax y otras piezas breves, selección y edición de Mauricio Bach, Barcelona, Grijalbo Mondadori, 2000
- Obra selecta, Barcelona. Lumen, 2005

## Biografías sobre el autor
- Clive Fisher (1995): Cyril Connolly,  St Martin’s Press, New York,  ISBN 0-312-13953-5
- Jeremy Lewis (1995): Cyril Connolly , A Life, Jonathan Cape, London, ISBN 0-224-03710-2